# Cerkiew św. Mikołaja w Nowym Dworze
Cerkiew pod wezwaniem św. Mikołaja – prawosławna cerkiew parafialna w Nowym Dworze. Należy do dekanatu Sokółka diecezji białostocko-gdańskiej Polskiego Autokefalicznego Kościoła Prawosławnego.

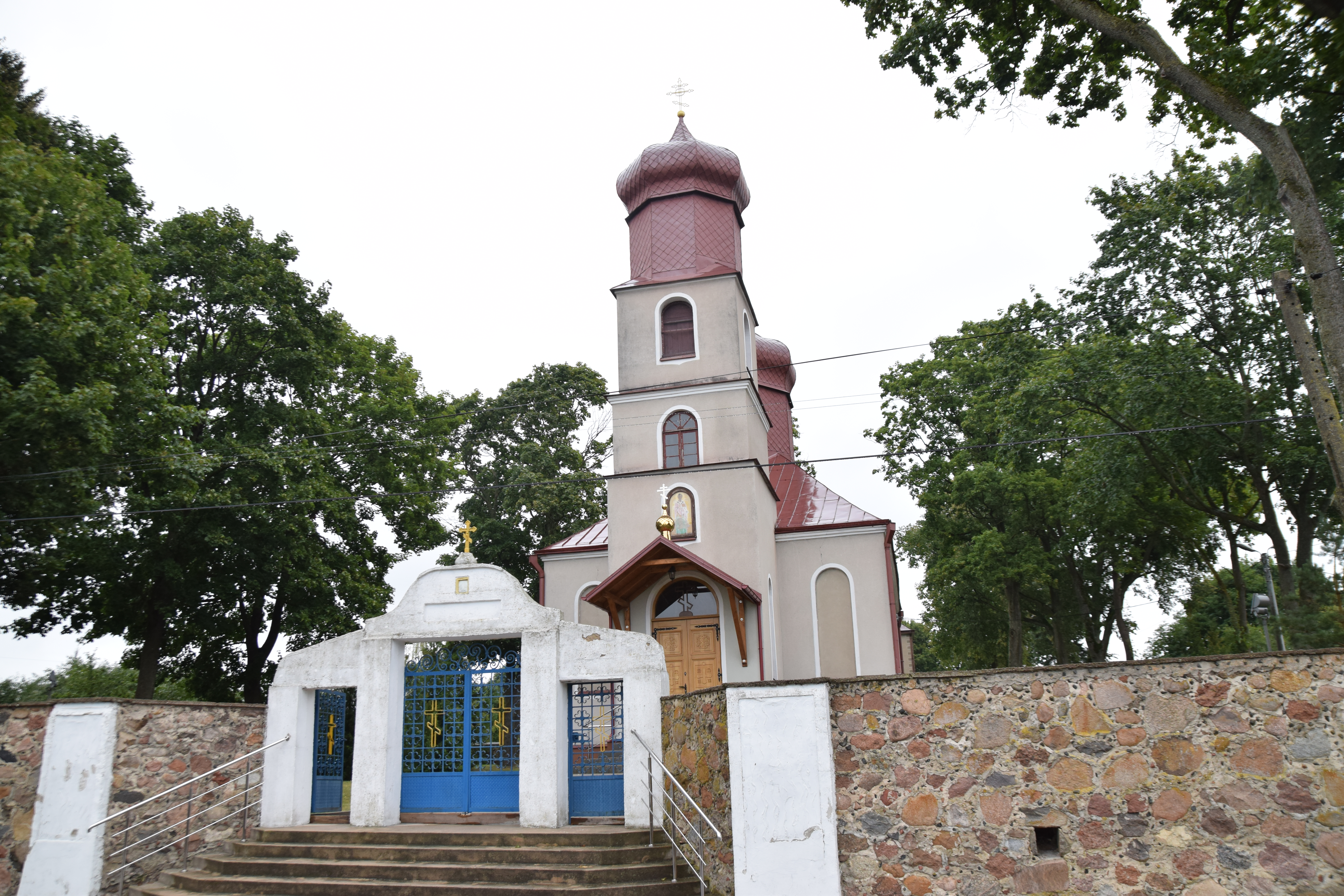
Cerkiew od frontu

Świątynia znajduje się przy ulicy Grodzieńskiej. 
Wybudowana w 1955. Posiada dwie kopuły – mniejszą (na wieży) i większą (nad nawą). Wewnątrz mieści się zabytkowy ikonostas z XIX w.